# Adolfo Alsina megye
Adolfo Alsina egy megye Argentína középpontjától délre, Río Negro tartományban. Székhelye Viedma.

## Népesség
A megye népessége a közelmúltban a következőképpen változott:
| Év   | Lakosság |
| ---- | -------- |
| 2001 | 50 248   |
| 2010 | 57 678   |